# Bolesław Kon
Bolesław Kon (ur. 9 grudnia 1906 w Warszawie, zm. 10 czerwca 1936 tamże) – polski pianista żydowskiego pochodzenia, laureat III nagrody na II Międzynarodowym Konkursie Pianistycznym im. Fryderyka Chopina.

## Życiorys

### Młodość i wykształcenie
Urodził się w ubogiej żydowskiej rodzinie, w której nie było tradycji muzycznych. Podczas I wojny światowej uczył się w Konserwatorium Moskiewskim u Konstantego Igumnowa. W latach 1924–1928 studiował w Polsce, najpierw w Wyższej Szkole Muzycznej im. Fryderyka Chopina w Warszawie (klasy Bolesława Domaniewskiego i Aleksandra Michałowskiego), a następnie w Konserwatorium Warszawskim (klasa Zbigniewa Drzewieckiego). Studia ukończył z wyróżnieniem.

### Kariera pianistyczna
Po studiach przeniósł się do Krakowa, gdzie w latach 1929–1931 był profesorem w klasie fortepianu w Konserwatorium Towarzystwa Muzycznego. Oprócz działalności pedagogicznej koncertował w wielu miastach Polski. W 1932 wziął udział w II Międzynarodowym Konkursie Pianistycznym im. Fryderyka Chopina. Dotarł do finału, gdzie zgromadził tyle samo punktów, co Abram Lufer. Ówczesny regulamin konkursu nie przewidywał nagród ex aequo, więc o kolejności miejsc zdecydowało losowanie. W wyniku zastosowania tej procedury Kon zajął III miejsce, a Lufer IV. Kon otrzymał też nagrodę dla najlepszego Polaka w konkursie.
W 1933 zwyciężył w Międzynarodowym Konkursie Muzycznym w Wiedniu. Po sukcesach konkursowych zaczął występować w wielu europejskich krajach (Francja, Holandia, Włochy, Rumunia, Austria i Węgry). Koncertował też w Polsce podczas imprez organizowanych przez Stowarzyszenie Miłośników Dawnej Muzyki, Towarzystwo Współczesnej Muzyki Polskiej i Organizację Ruchu Muzycznego. W jego repertuarze były utwory m.in. Siergieja Rachmaninowa i Fryderyka Chopina, ale nie pozostawił żadnych nagrań muzycznych.
10 czerwca 1936 popełnił samobójstwo w Warszawie. Pochowany na cmentarzu Powązkowskim (kwatera 239-2-13).